# Buzzer Beater
Buzzer Beater (ブザービーター Buzā Bītā?) es un manga creado por Takehiko Inoue que consta de 4 tomos que fueron lanzados en el magazine Monthly Shōnen Jump y más tarde en el sitio oficial del creador, donde se puede leer en japonés, Inglés, Chino y Coreano. En el año 2005 y 2007 el manga fue adaptado al Anime con un total de 26 capítulos (13 por temporada).

## Argumento
La historia comienza en el año 2xxx, todos en el universo juegan al baloncesto, pero en la liga inter galáctica solo hay extraterrestres, allí entra Hideoshi Tanaka, un niño de la calle con grandes aptitudes para el baloncesto, para crear un equipo solo de seres humanos, Yoshimune, un anciano anterior presidente de la Liga intergaláctica, reúne a los más grandes jugadores del planeta y se propone crear un equipo que llegue a las ligas mayores, incluyendo a Hideoshi, la serie cuenta las peripecias del equipo para entrar a la liga y el desarrollo de los jugadores, incluyendo a la mismísima nieta de Yoshimune.

## Personajes
- Hideyoshi Tanaka (田中 ヒデヨシ Tanaka Hideyoshi?)

Edad: 14 años.
Estatura: 1.60cm → 1.70cm (la estatura que tiene al final de la serie es mucho mayor)
Peso: 54 kg.
Nº Camiseta: 1.
Posición: Base.
Voz (japonés): Fujiko Takimoto.
Es un chico huérfano y muy revoltoso que vive en las calles. Tiene 14 años y ha sobrevivido en las calles jugando baloncesto callejero contra adultos o gente de la calle por dinero y a pesar de su baja estatura es capaz de realizar mates. Él fue seleccionado para participar del All-Star de la Tierra por sus habilidades extraordinarias. Durante su participación en la Liga Intergaláctica Menor comenzó a sufrir fuertes dolores de cabeza parecidos a migrañas, más tarde DT le revela que los dolores de cabeza son producto de que le están comenzando a salir cuernos porque él es un Goran. Hideyoshi tiene dos cosas que son de mucha importancia: Las zapatillas que le obsequió un antiguo jugador de la Liga Intergaláctica llamado Olivier (quien le enseñó a jugar baloncesto) y una muñequera hecha con un material que únicamente se puede encontrar en el planeta Goll (planeta natal de los Gorans) que le dejaron sus desconocidos padres. En los últimos capítulos de la serie, Gyuma le revela a DT que uno de los creadores de la Liga Intergaláctica llamado Shogun, es el padre de Hideyoshi, porque este lo compara con su forma de jugar y la muñequera que tenía este (la misma de Hideyoshi).
- Cha-Che (チャチェ Chache?)

Edad: 15 años.
Estatura: 1.65 cm.
Peso: 49 kg.
Nº Camiseta: 2.
Posición: Escolta.
Voz (japonés): Sanae Kobayashi.
Ella es la joven nieta del creador del equipo, Yoshimune. Es una jugadora extremadamente buena lanzando a canasta, esto queda evidenciado en un entrenamiento donde se enfrenta a Maru para decidir si ella puede participar en el equipo. Solamente participa en un partido oficial de la Liga Intergaláctica Menor, anotando dos canastas de 10 puntos en un encuentro contra los Swallows.
- DT

Edad: 21 años.
Estatura: 1.88 cm.
Peso: 82 kg.
Nº Camiseta: 9.
Posición: Base.
Voz (japonés): Yūji Ueda.
Es el mejor Base de la Tierra, con gran velocidad puede cambiar el juego. El significado de las siglas "DT" es "dream time", ya que puede hacer que los jugadores del equipo donde juega mejoren sus habilidades para hacerlos parecer que están soñando. Él crea una rara amistad con Hideyoshi (que a veces parecen amigos y otras rivales). DT en realidad es un Goran, pero cortó sus cuernos cuando terminaron de salir en su juventud, para tapar estas cicatrices, utiliza una gorra con un material único del Planeta de los Gorans (del mismo material de la muñequera de Hideyoshi). Luego de que el All-Star de la Tierra pudo avanzar a la Liga Intergaláctica Mayor, DT se retira del equipo y le cuenta su secreto al dueño del equipo, dejándole el gorro con el que tapaba sus cicatrices.
- Ivan (イワン Ivan?)

Edad: 15 años.
Estatura: 2.11 cm.
Peso: 128 kg.
Nº Camiseta: 55.
Posición: Ala-Pívot.
Voz (japonés): Tetsu Inada.
Es increíblemente un chico de 15 años, pero en realidad aparenta mucha más edad (por su tamaño y comportamiento en el juego). Conoce a Hideyoshi durante el partido de eliminación para reclutar jugadores para el All-Star de la Tierra, desde entonces, se convierte en amigo de este. Es fanático del Anime y pasa casi todo en tiempo comiendo plátanos.
- Maru (マル Maru?)

Edad: 27 años.
Estatura: 1.98 cm.
Peso: 100 kg.
Nº Camiseta: 7.
Posición: Escolta.
Voz (japonés): Jūrōta Kosugi.
Es el mejor lanzador de Baloncesto de la Tierra, por esta habilidad, fue reclutado por Yoshimune. Es un padre aficionado, tiene tres hijos. Antes era seleccionado en el Equipo Nacional de Japón para los juegos Olímpicos, tiende a ponerse nervioso cuando juega con presión.
- Mo (モー Mo?)

Edad: 27 años.
Estatura: 2.20 cm.
Peso: 138 kg.
Nº Camiseta: 35.
Posición: Pívot.
Voz (japonés): Jōji Nakata.
Antes de unirse al equipo de la Tierra, era un formidable luchador de Sumo. Su estatura es de 220cm. es un gran jugador bajo la canasta, que a veces, parece un monstruo. Durante la serie no se muestra su historia, además de los detalles nombrados anteriormente.
- Rose (ローズ Rose?)

Edad: 23 años.
Estatura: 1.91 cm.
Peso: 80 kg.
Nº Camiseta: 8.
Posición: Base.
Voz (japonés): Daisuke Fujita.
Es un chico que tiene el pelo de color morado. Juega en la posición de Base y pierde contra DT en la competencia para ver quien será el Base titular debido a su temperamento. Durante la Liga Intergaláctica Menor se lesiona y se pierde el partido contra los Swallows.
- Lazuli

Nº Camiseta: 21.
Posición: Alero.
Voz (japonés): Yū Asakawa.
Es una mujer que se hace pasar por hombre para jugar, debido a una apuesta hace el All-Star de la Tierra contra el equipo Smoky Queens de la Liga Anderground ella debió irse al equipo de la Tierra. Su meta era ganarle en un encuentro contra el arma secreta de los Swallows: Apilu, quien resulta ser mujer y el mejor jugador del equipo. En medio del partido contra los Swallows muestra cierta atracción por Cha-che. Durante el transcurso de la serie y el manga no se dan a conocer datos de su vida ni de sus padres.
- Han (ハン Han?)

Edad: 25 años.
Estatura: 2.08 cm.
Peso: 108 kg.
Nº Camiseta: 5 (anime), 12 (manga).
Posición: Base, Alero.
Voz (japonés): Ryūsei Nakao.
Era un policía que se decidió retirar para cumplir su sueño: participar en el equipo de la tierra. Fue reclutado por su excelente control con el balón. Es muy calmado, pierde en el partido contra DT para elegir el Base titular, luego de perder, comienza a jugar de Alero (como se puede apreciar en el encuentro contra los Swallows). Su número de camiseta en el Anime es el N.º 5.
- Yoshimune

Voz (japonés): Takkō Ishimori.
Un viejo millonario de 77 años. Se encarga de supervisar a los jugadores a medida que va avanzando la serie, también supervisa los cambios del equipo y la formación de este.
- Liz Murdoch

Voz (japonés): Masako Katsuki.
Ella es la entrenadora del Equipo de la Tierra, es un Goran. Su padre, Mr. Murdoch, es uno de los Goran más importantes del universo, él es el presidente de la Liga Intergaláctica de Baloncesto. Ella y Yoshimune se encargan de reclutar a los mejores jugadores humanos para representar a la tierra.
- Eddie y Lenny

Voz (japonés): Mayumi Iizuka (Eddie), Mika Itou (Lenny).
Estos dos chicos siguen a Hideyoshi a todos lados, acostumbran a llamarlo "Tono" (se podría traducir como "Jefe"). Luego de que Oliver abandonara a Hideyoshi y quedara solo, aparecieron estos chicos. Ambos juegan Baloncesto, pero no al mismo nivel que los jugadores del Equipo de la Tierra, en un principio, solo lo hacían por dinero.
- Gyuma

Nº Camiseta: 10.
Posición: Base.
Voz (japonés): Takehito Koyasu.
Gyuma es el mejor jugador de la Liga Intergaláctica Mayor, y por lo tanto, todos lo consideran el mejor jugador del Universo. Su parecer a Hanamichi Sakuragi (de la serie Slam Dunk del mismo creador) es increíble, la única diferencia es que tiene cuernos y su color de piel es amarilla. Él empezó en la pobreza (al igual que Hideyoshi), pero al conocer el baloncesto, pudo convertirse en un gran jugador con bastante dinero y fama. Hideyoshi lo considera su enemigo y su meta es vencerlo.
- Julius

Nº Camiseta: 15.
Posición: Alero
Voz (japonés): Akio Suyama.
Julius es un jugador de la misma edad de Hideyoshi, juega en el equipo de los Dayfield Sonics y es considerado un gran jugador (incluso Gyuma lo considera como su futuro rival). Es el enemigo de Hideyoshi, ya que el protagonista de la serie es similar a Gyuma por crecer en la pobreza, Julius se siente muy celoso de él.
- Edgar, Claire, Kuroi

Reporteros de la revista de deportes llamada Cosmo Sports, se encargan en hacer un seguimiento del Earth Team durante toda la Liga Intergalática Menor incluso generando rumores que hacen que los miembros del equipo comiencen a separarse y odiar a estos personajes.

Muchas risas en la serie, con un comportamiento del protagonista parecido al de la mayoría de los personajes ilustrados en otros Mangas por su creador Takehiko Inoue, una serie que vale la pena para los admiradores del trabajo de Inoue